# (2102) Tantalus

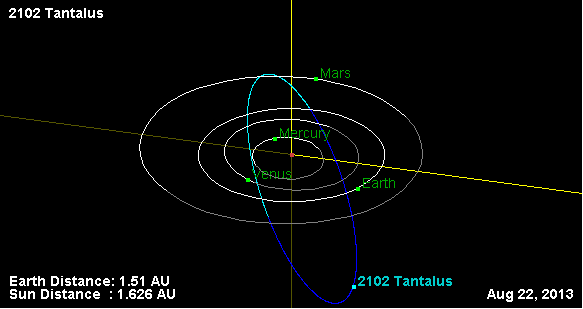
Orbita asteroidy (2102) Tantalus

(2102) Tantalus (1975 YA) – planetoida z grupy Apollo okrążająca Słońce w ciągu 1,47 lat w średniej odległości 1,29 au. Odkryta 27 grudnia 1975 roku.